# チェルヴォナ・ウクライナ (軽巡洋艦)
チェルヴォナ・ウクライナ (ウクライナ語:Червона Українаチェルヴォーナ・ウクライィーナ)は、ソ連の軽巡洋艦(Легкий Крейсер)である。艦名は、ウクライナ語で「赤いウクライナ」という意味である。
しばしばロシア語転写で「Червона Украина」(チェルヴォーナ・ウクライーナ)と表記される。ロシア語訳では「Червоная Украина」(チェルヴォーナヤ・ウクライーナ)または「Красная Украина」(クラースナヤ・ウクライーナ)となる。
ウクライナ語名に沿った表記はチェルヴォーナ・ウクライィーナ、ロシア語転写に沿った表記はチェルヴォーナ・ウクライーナ、ロシア語翻訳名に沿った表記はチェルヴォーナヤ・ウクライーナとなる。このページでは、ウクライナ語名が特に使われた時代に関しては「チェルヴォーナ・ウクライィーナ」、ロシア語名が特に使われた時代に関しては「チェルヴォーナ・ウクライーナ」、特に言語の問題に関係のない場合は日本語慣用名の「チェルヴォナ・ウクライナ」を用いることとする。

## 概要

### 計画

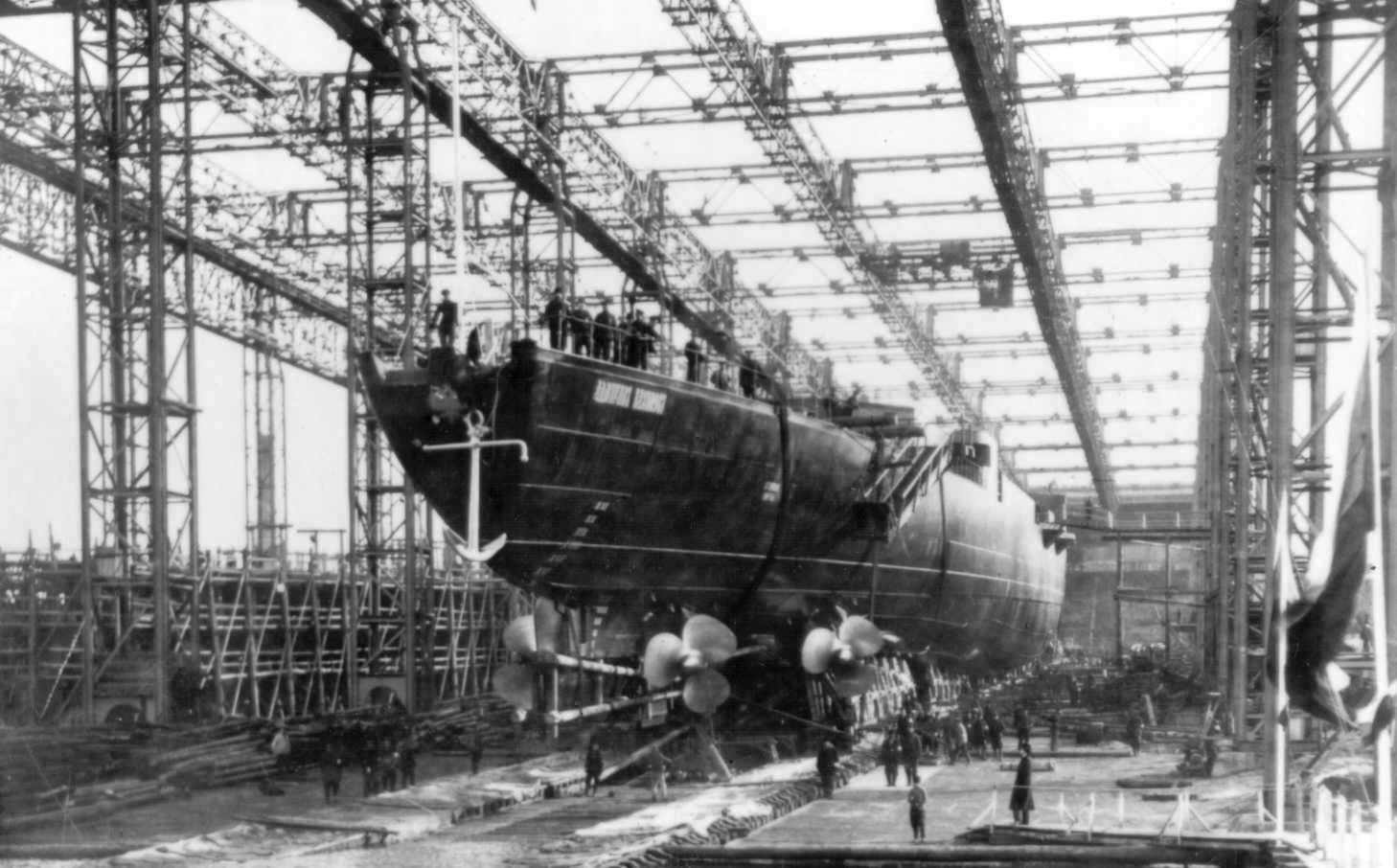
1915年に撮られた建造中の本艦の写真

チェルヴォナ・ウクライナは、ロシア帝国時代に設計されたスヴェトラーナ級軽巡洋艦の5番艦として計画された。当初は、アドミラール・ナヒーモフ(Адмирал Нахимовアドミラール・ナヒーマフ)と称した。これは「ナヒーモフ提督」という意味で、日露戦争における日本海海戦で戦没した装甲巡洋艦から受け継いだものであった。艦名の由来となったパーヴェル・ナヒーモフはロシア帝国の貴族・軍人で、オスマン帝国との数々の戦争に参加、クリミア戦争におけるセヴァストーポリの防衛戦を指揮中、銃弾に倒れた。
アドミラール・ナヒーモフ以降のスヴェトラーナ級軽巡洋艦は黒海艦隊向けに建造されており、それまでのバルト艦隊向けの4 隻とは耐氷装備の省略など仕様が異なっていた。このため、スヴェトラーナ級後期型4 隻を以ってアドミラール・ナヒーモフ級(のちチェルヴォナ・ウクライナ級)と呼ぶこともある。
黒海向けのスヴェトラーナ級の1・2番艦は、1912年度から1916年度の海軍増強プログラムの一環として計画された。バルト艦隊向けのスヴェトラーナ級がイズマイール級巡洋戦艦やノヴィーク級駆逐艦とともにセヴァストーポリ級弩級戦艦を補完するものとして計画されたのに対し、黒海艦隊向けのアドミラール・ナヒーモフ級は、黒海艦隊向けセヴァストーポリ級となるインペラトリーツァ・マリーヤ級弩級戦艦3 隻やその姉妹型弩級戦艦インペラートル・ニコライ1世を補完するものとして期待された。さらに、その指揮下に入る新型駆逐艦として、黒海艦隊向けノヴィーク級駆逐艦12 隻の建造も着工した。1916年6月には、黒海艦隊の増強のための戦時急造プログラムが立てられ、アドミラール・ナヒーモフ級の3・4番艦が計画された。

### 構造上の特徴

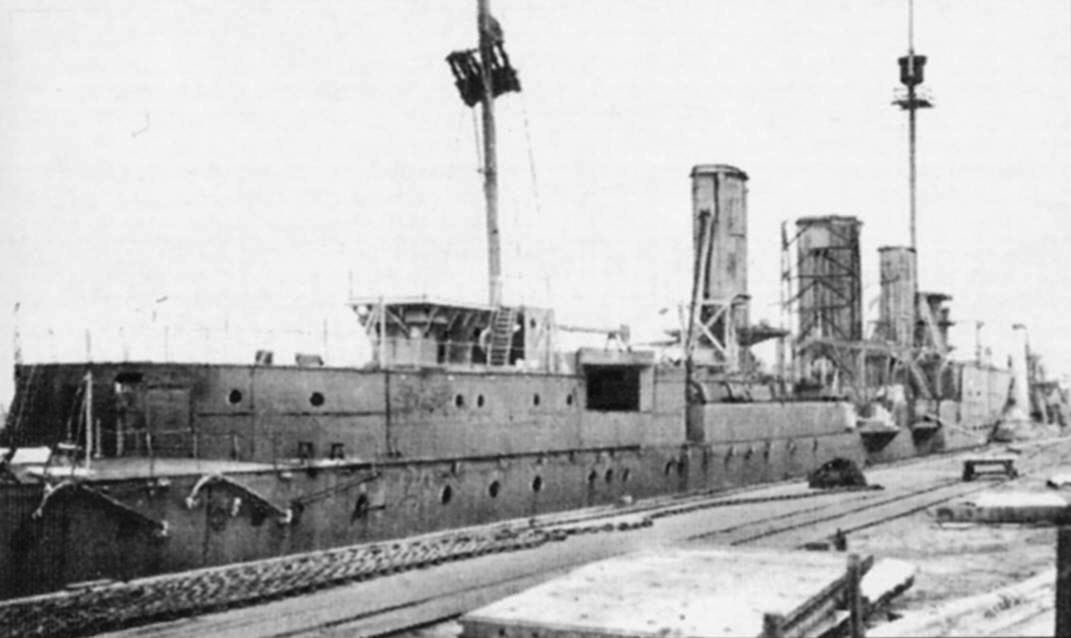
1918年に撮られた進水後の本艦の写真

黒海艦隊向けのスヴェトラーナ級、アドミラール・ナヒーモフ級は、バルト艦隊向けのスヴェトラーナ級に比べ機関室と機械室に当たる区画が拡張され、その分艦体が延長されていることが特徴であった。また、艦体の接合強度も向上されていた。また、外見上では、両級には排煙管の形状と断面に相違が生じていた。バルト艦隊向けのスヴェトラーナ級は砕氷能力を有していたが、温暖な黒海方面ではその装備は必要ないため、重量軽減と工期短縮のため廃止された。
アドミラール・ナヒーモフ級の新しい装備としては、無線電信機があった。これは1911年製の8 kWtのもので、600 浬の交信可能距離を持っていた。武装は、55口径130 mm単装砲15 門、38口径63.5 mm高角砲4 門、7.62 mmマクシム機銃4 門という標準的なものであった。
130 mm砲はロシア海軍では標準的な口径の艦載砲であったが、アドミラール・ナヒーモフ級に搭載されたのは1911年製の新型砲「1911年型 13cm（55口径）速射砲」を採用した。この砲は同世代の弩級戦艦インペラトリッツァ・マリーヤ級の副砲にも採用されているその性能は重量33.5kgの砲弾を仰角30度で22,315mまで届かせる事が出来、毎分5～8発で発射できた。主砲の旋回は首尾線方向を0度として360度の旋回角を持っていたが、舷側配置の場合は上部構造物による制限があった。俯仰角度は仰角30度・俯角5度であった。スヴェトラーナ級とクラーフ・ムラヴィヨーフ＝アムールスキイ級の建造に際し初めて発注されたものであった。この他、艦は水中発射型の魚雷発射管を備えていた。
また、アドミラール・ナヒーモフ級は艦体には装甲を有していた。ロシア帝国の軽巡洋艦は従来の遠洋用の防護巡洋艦と近海用の防護巡洋艦の後継となるべき艦種として考えられていた。速力は29.5 knと高速で、航続距離は遠洋用防護巡洋艦と近海用防護巡洋艦の中程であった。黒海艦隊向けの艦は艦体の延長と補強により排水量がバルト艦隊向けの艦より概ね1000 t近く増加していたが、速力や航続距離に影響はなかった。

### 大戦と革命
アドミラール・ナヒーモフの建造は、1913年10月18日、ウクライナ南部の都市ニコラーエフ(ムィコラーイウ)のルッスード造船所で開始された。進水は、第一次世界大戦開戦後の1915年10月25日に行われた。この時期、ルッスードの船台にはアドミラール・ナヒーモフを含め4 隻の同型艦が並んでいた。しかし、戦局の混乱によりこれらの建造は徐々に遅れ始めた。
さらに追い討ちをかけたのが、1917年2月に始まったロシア革命であった。最初の二月革命では、ロシア皇帝が退位し臨時政府が樹立された。10月にはボリシェヴィキによる十月革命が勃発した。この年の末までにアドミラール・ナヒーモフの建造は90 %が仕上がっており、武装以外についてはすべて事実上の完成状態にあったといわれる。しかし、一連の革命とその後のロシア内戦によりその建造は著しく遅れるようになった。
二月革命後、アドミラール・ナヒーモフの所属は臨時政府の黒海艦隊となっていたが、それにも拘らず、1917年内にはウクライナの国旗を掲げていた。この背景には、当時、黒海艦隊の勤務者の大半をウクライナ人が占めていたということがあった。

### ロシアとウクライナ
1917年11月以降ボリシェヴィキのウクライナに対する態度は敵愾心を顕にしたものとなり、首都キエフでテロ活動を実行するまでになった。12月になるとロシア共和国の赤軍がウクライナ領内に全面侵攻し、ウクライナ・ソヴィエト戦争が開始された。ウクライナ人民共和国のウクライナ中央ラーダは防戦に追われ、各地を失った。ウクライナ東南部もその例外ではなく、半年前にロシア共和国から正式に認められていたにも拘らず、中央ラーダは同地方の領有権を放棄せざるを得なかった。
東南ウクライナが赤軍に占領されたことから、臨時政府の黒海艦隊に留まっていたアドミラール・ナヒーモフも赤軍により接収され、赤色黒海艦隊に組み込まれた。1918年1月14日には中央ラーダは「ウクライナ人民共和国艦隊に関する臨時法」を制定しているが、そのときにはもう艦隊は赤軍に掌握されていた。
劣勢を挽回するため、中央ラーダは1918年2月に中央同盟国とベレステイスィコ平和条約を締結した。ドイツ帝国やオーストリア＝ハンガリー帝国の強力な軍隊と連合した中央ラーダ軍はひと月あまりの間にウクライナの大半を取り戻し、ボリシェヴィキをウクライナから駆逐した。
この時期、セヴァストーポリにあった黒海艦隊本隊は3分された。すなわち、一部は白軍に合同して南ロシアなどへ逃れ、また一部は赤軍により持ち去られた。しかし、大多数を接収したのは、4月中旬にドイツ軍と共同でクリミア半島へ進撃したペトロー・ボルボチャーン指揮下の中央ラーダ軍第2ザポリージャ歩兵連隊であった。一方、ニコラーエフにあったアドミラール・ナヒーモフは、そのまま中央ラーダ軍の指揮下に入った。

### ドイツとウクライナ

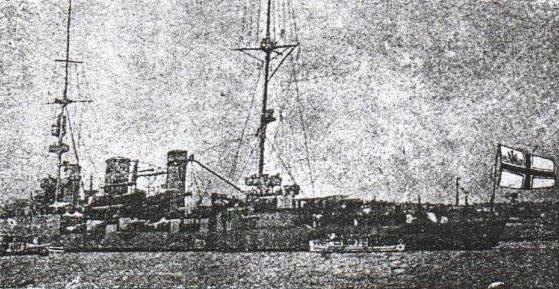
1918年に撮られた艤装の進んだ本艦の写真

しかし、政治的な対立から4月29日にはドイツ軍の後ろ盾によりパウロー・スコロパードシクィイがクーデターを起こし、中央ラーダは解散された。スコロパードシクィイは「全ウクライナのヘーチマン」に就任し、国号をウクライナ国と改めた。中央ラーダ軍は事実上解散され、一部は白軍や黒軍と合流するなどした。だが、海軍艦艇の多くはそのままドイツ海軍・ウクライナ国海軍の指揮下に移った。アドミラール・ナヒーモフの艦上には、引き続きウクライナの海軍旗が翻った。
しかし、ヘーチマン政府のとった政策は農家に対して厳しいもので、夏頃にはウクライナ各地で反乱が絶えなくなった。ヘーチマン政府はさまざまな懐柔策を採ったが、そのひとつが海軍艦艇の名称を「ウクライナ化」することによりウクライナ民族主義者へ心情的なアピールを行うことであった。ヘーチマン政府は、特に国内で建造中の新型艦に対してはすべてに新しい「ウクライナ的な」名称を与えた。アドミラール・ナヒーモフには、ウクライナ史上最大の英雄と目されるザポロージャ・コサック、ヘーチマン国家のヘーチマンにしてウクライナ独立の闘士ボフダン・フメリニツキーの名が与えられることとなり、その名をヘチマン・ボフダン・フメリニツキー(Гетьман Богдан Хмельницькийヘチマン・ボフダン・フメリニツキー)と改められた。同様に、姉妹艦のアドミラール・ラーザレフにはヘーチマン・ペトロー・ドロシェーンコ、アドミラール・イストーミンにはヘーチマン・ペトロー・コナシェーヴィチ＝サハイダーチュヌィイ、アドミラール・コルニーロフには詩人タラース・シェウチェーンコの名が与えられた。
しかし、11月初旬にドイツが連合国に降伏すると、ウクライナを取り巻く状況は一転した。強力にして唯一の後ろ盾を失ったヘーチマン政府は瓦解、各地の反乱勢力を押さえつけることは叶わなくなった。キエフを中心とする中部ウクライナでは、中央ラーダの流れを汲むドィレクトーリヤにウクライナ国の政権が正式に移譲され、ウクライナ人民共和国の復活が宣言された。東南部にも一時ウクライナ人民共和国の支配が戻ったが、その後ロシア帝国の同盟国であったイギリス・フランスが軍隊を上陸させ占領した。この際、干渉国の支配に対し抵抗を示した軽巡洋艦ヘーチマン・ペトロー・コナシェーヴィチ＝サハイダーチュヌィイはイギリス戦艦マールバラによって撃沈されている。その後、干渉軍と合同した南ロシア軍がウクライナ東南部やクリミア全土を席巻した。しかし、その支配も安定せず、各地で赤軍と白軍が権力を奪い合った。

### 白軍と赤軍
1919年1月24日、南ウクライナを占拠した南ロシア軍の総軍司令官アントーン・デニーキンは、ニコラーエフにあったアドミラール・ナヒーモフ(旧ヘチマン・ボフダン・フメリニツキー)の完成作業への着手を指示した。その後、白軍は約2ヶ月にわたって新型巡洋艦の建造を進めた。
1919年春には赤軍がウクライナでの勢力を盛り返し、ニコラーエフ、ヘルソーン、オデッサ、そしてクリミア半島を占領した。これらの町は、ボリシェヴィキがウクライナ支配のために建設したウクライナ社会主義ソヴィエト共和国の領土に組み込まれた。赤軍は、ニコラーエフおいてアドミラール・ナヒーモフや戦艦デモクラーチヤ（旧インペラートル・ニコライ1世）などの建造を急いだ。また、ドイツ軍によってセヴァストーポリ軍港に引き揚げられていた沈没戦艦インペラトリッツァ・マリーヤも設備の整ったニコラーエフのドックへ運ばれ、その修繕と戦力化が開始された。
1919年の夏、南ロシア軍が再びウクライナ東南部全土を掌握した。南ロシア軍は、旧帝国黒海艦隊の戦艦ゲネラール・アレクセーエフや防護巡洋艦ゲネラール・コルニーロフを中心とする有力な艦隊を率いていた。そして、艦隊力のさらなる増強のため、アドミラール・ナヒーモフなどの建造や修理を進めた。
1919年の秋以降、南ロシア軍は赤軍の強力な反撃に遭った。南ロシア軍が劣勢になったのにともない、白系各軍は撤退の準備を始めた。白軍は、艦隊の力を頼りにクリミアと南ウクライナへ踏み止まろうとした。ルッスードの船台にあったアドミラール・ナヒーモフは、1920年1月24日、ニコラーエフから撤退する白軍の手によりオデッサへ曳航され、その地で建造が続行された。赤軍は黒海とアゾフ海を掌握したが、そこにはもはやまともな艦艇は残されていなかった。
1920年初にはどうにか完成に漕ぎ着けたアドミラール・ナヒーモフであったが、白軍内部では親赤軍派による密かな反乱が企てられていた。白軍の撤退に伴いオデッサからセヴァストーポリへ回航しようとした際、乗組員は意図的に艦を浅瀬に乗り上げたのである。ノヴィーク級駆逐艦ザンテでも同様の反乱が発生した。
結局、白軍はこうした新鋭艦を手放さざるを得なかった。2月にオデッサが赤軍の手に落ちると、アドミラール・ナヒーモフは赤軍により浮揚され、ニコラーエフへ戻された。また、このとき以降、ウクライナ東南部には赤軍の支配が定着した。
白軍の劣勢は挽回されず、総軍司令官であったデニーキン自身が4月にはコンスタンチノポリ(イスタンブール)に向けて戦艦マールバラで逃亡してしまった。デニーキンの後継者となったピョートル・ヴラーンゲリは白軍組織を改編し、新たにクリミアを拠点とするロシア軍を編成した。ヴラーンゲリは、アドミラール・ナヒーモフやザンテの経験から、一次大戦に際して臨時召集された黒海艦隊の水兵に信を置かず、ロシア軍艦隊の構成員は主として義勇将校からなっていた。
白軍は、最終的に1920年11月のペレコープ＝チョンガールの戦いに敗れたが、この際にヴラーンゲリの黒海分艦隊やアゾフ分艦隊は期待したような働きを見せることはなかった。

### 建造の再開
内戦が赤軍の勝利の内に終結すると、アドミラール・ナヒーモフのような未成艦について二つの意見が出されるようになった。ひとつは建造を続行して艦隊に加えるべきとするもの、もうひとつはそれらの艦艇はすでに旧式の類に入ってしまっており、完成させる価値がないというものであった。海軍アカデミーの校長で軍事産業復興に関する海事分科委員会の一員であったM・A・ペトローフは、次のような理由でスヴェトラーナ級の建造続行を支持した。すなわち、1921年に進水したアメリカ合衆国のオマハ級軽巡洋艦と比べた場合、性能的にスヴェトラーナ級がこのアメリカ海軍の新鋭艦にそれほど見劣りするものではないというのである。
結果として、8 隻のスヴェトラーナ級巡洋艦のうちスヴェトラーナとアドミラール・ナヒーモフの2 隻のみの建造が認可され、バルト海と黒海の艦隊へそれぞれ1 隻ずつ配備することになった。のち、大幅に設計を変更されたアドミラール・ラーザレフもこれに加えられた。
アドミラール・ナヒーモフについて正式な決定が下ったのは、1922年12月10日に行われた第7回全ウクライナ・ソヴィエト大会でのことであった。この大会において次のことが決議された。「ソヴィエト・ウクライナと赤色黒海艦隊の友好関係強化のために...第7回大会は将来の全ウクライナ中央執行委員会(VUTsIK)に対し『ナヒーモフ』への支援とその完成のための可及的速やかなる措置を依頼する。」

### 赤いウクライナ
1922年12月26日、共和国革命戦時委員会は、アドミラール・ナヒーモフに対しチェルヴォーナ・ウクライィーナ(Червона Україна)という新しい名称を与えることを決定した。これは、「赤いウクライナ」という共産主義的な名称であったが、それと同時にソ連艦艇としては他に例を見ないウクライナ語による名称であった。この背景には、1920年代に採られたソ連のウクライナ懐柔政策があった。
ロシアとウクライナの間に行われた激しい戦争やウクライナ内戦の影響もあり、戦後ウクライナにおける対ロシア感情は最悪のものとなっていた。当初は強硬に反ウクライナ的な態度を取っていたロシア政府であったが、1922年12月29日のソ連結成に前後して、国内に火種を残すことへの懸念からウクライナへの懐柔政策を採るようになっていた。そのために行われたのが「ウクライナ化」であり、ウクライナ文化の研究やウクライナ語使用の奨励がなされたのが1920年代であった。ウクライナ化政策が正式に施行されるのは1923年からであるが、チェルヴォーナ・ウクライィーナが敢えてウクライナ語名の艦名を戴いたのも、こうした事情に関連したものであった。これは、かつてのヘチマン政府がこの艦にボフダン・フメリニツキーの名を与えたのと同じ経緯であった。
1923年4月1日、ニコラーエフの国営工場はアドミラール・ナヒーモフの建造を再開した。財政及び技術的な問題から計画は当初のものに基づくものとされたが、その後、いくらか改善が加えられることになった。その結果、防雷具(パラヴェーン)や水上飛行機搭載設備が追加され、対空火器も強化された。また、魚雷発射管も旧来の水中発射式のものに替えて艦上に3連装のもの4 基を搭載した。これは、当時としては重雷装艦と呼べる強力な装備で、本格的な水雷戦を視野に入れたものであった。1926年夏までに作業は完了した。1927年3月21日、チェルヴォーナ・ウクライィーナは実戦配備に就いた。

### 戦間期

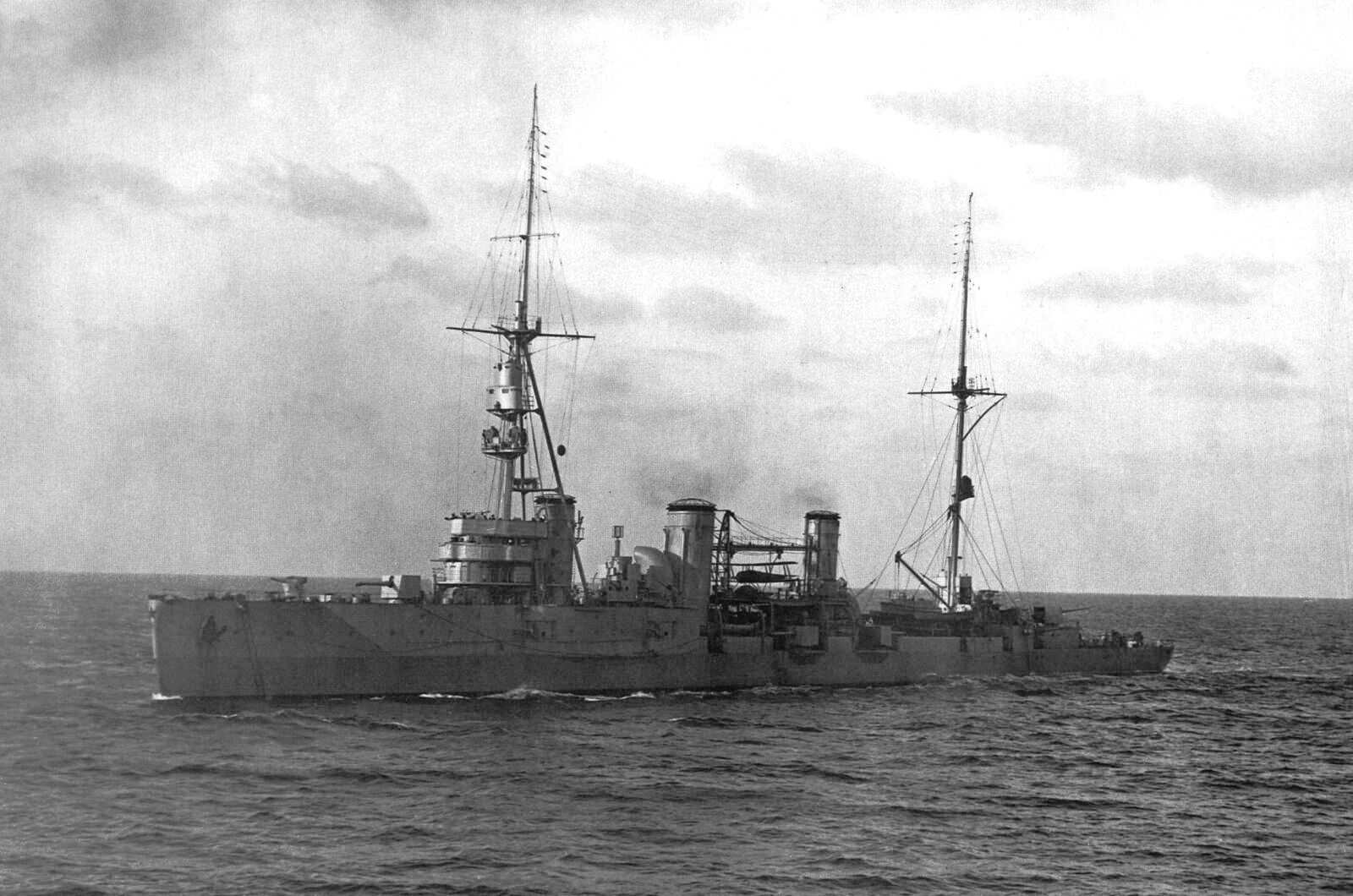
就役後の本艦。

チェルヴォーナ・ウクライィーナに最初の指揮官として乗り込んだのはニコライ・ネスヴィーツキイであった。当時、黒海艦隊で最も新しく有力な艦艇であったチェルヴォーナ・ウクライィーナは、旗艦として艦隊に迎えられた。1928年には、駆逐艦ネザモージュニク(旧ザンテ)とペトローフスキイを伴ってトルコを親善訪問した。1930年には、P・A・エヴドキーモフの指揮の下、随伴駆逐艦とともに地中海周航に出発し、メッシーナやシチリア、ピレウスを歴訪した。4年後には再びトルコを訪問した。その間、1932年にチェルヴォーナ・ウクライィーナは基本修理を受けた。1930年代の他の時期には、チェルヴォーナ・ウクライィーナは黒海で活動していた。
黒海艦隊の新鋭艦であったチェルヴォーナ・ウクライィーナには、そののち大きな出世を遂げる人物が幾人も若き日の勤務先として乗り込んでいる。のちにソ連邦海軍元帥となるニコライ・クズネツォフの最初の勤務先もまた、チェルヴォーナ・ウクライィーナであった。彼はバルト艦隊の、旧式とはいえ戦艦への勤務の打診を蹴って最新鋭の巡洋艦を選択したのである。しかし、彼が1926年に黒海艦隊へ任官したときにはまだ港には駆逐艦や雑役船の姿しかなく「艦隊はどこにあるのだ」という著しい不安に襲われたということが回想されている。彼は、艦の就役から1929年までチェルヴォーナ・ウクライィーナで勤務した。また、1933年には再びチェルヴォーナ・ウクライィーナへ戻り、艦長として1934年まで乗艦している。のちに海軍大将となるユーリイ・パンテレーエフも、1925年から1930年の間、チェルヴォーナ・ウクライィーナにおいて航海士として勤務した。
1933年からは、ウクライナや南ロシアを中心に発生したホロドモールを契機に1920年代とは打って変わってソ連政府はウクライナ弾圧政策をとるようになった。ロシア語の使用が奨励され、ウクライナ語使用の制限が加えられた。ロシア語にないウクライナ語独自の文字については、使用の禁止が決定された。その結果チェルヴォーナ・ウクライィーナの「イィー」の字(「ї」)も使用が禁止され、艦名はロシア語から流用した「イー」の字(「и」)を用いてチェルヴォーナ・ウクライーナ(Червона Украина)と書かれるようになった。

### 大祖国戦争の開戦
第二次世界大戦勃発により、チェルヴォーナ・ウクライーナも近代戦へ対応するため主砲を新型のものに換装するなどの武装強化が計画され、1941年1月にはセヴァストーポリ軍港のセーヴェルナヤ・ブーフタ(北湾)で改修工事に入った。しかしその計画は急遽延期され、5月には戦列へ復帰した。応急処置として、若干の機銃が増備されている。
独ソ戦が始まった1941年6月22日、ニコライ・バシーストィイ1等大佐指揮の下、チェルヴォーナ・ウクライーナはセヴァストーポリにあった。6月23日から25日にかけて、港湾部への機雷敷設作業に従事した。7月5日の深夜、セヴァストーポリの艦隊は新しい拠点となるノヴォロシースクへ出航、翌6日午前9時、目的地へ無事到着した。8月27日16時19分には、再びセヴァストーポリを出航して29日8時55分にノヴォロシーイスクへ帰着した。

### オデッサの戦い
チェルヴォーナ・ウクライーナは、僚艦とともにオデッサへの支援作戦に参加することとなった。その目的は、敵に包囲攻撃されているオデッサへ増援部隊や武器弾薬、物資の補給を行い、必要に応じて艦砲射撃により陸上部隊への火力支援を行うことであった。
8月29日から9月1日にかけて、チェルヴォーナ・ウクライーナはオデッサの陸上部隊支援のため艦砲射撃を行った。10月2日には撤退作戦のためテンドラへ向けて出航し、3日12時53分、海兵隊を連れて帰還した。
10月にはオデッサからの撤退命令が下り、取り残された友軍や町の住民、物資の引き揚げに従事した。バシーストィイ大佐を首座とするオデッサ防衛地区参謀本部もチェルヴォーナ・ウクライーナ艦上へ移された。それ以降、チェルヴォーナ・ウクライーナからは全軍に対する指揮が出されるようになった。
10月6日にはオデッサへ向けて出航し、一昼夜ののち難民を乗せて帰還した。10月13日16時30分にはまたもオデッサに向かい、翌14日7時30分に到着した。10月15日には2度、敵に対する艦砲射撃を実施した。10月16日5時28分には、1164名の難民を乗せてセヴァストーポリへ向けて出航、その日の内に到着した。10月30日15時14分には撤退する軍部隊を回収するためタンドラへ向けて出航、翌31日3時に到着した。そして、部隊を乗せたのちセヴァストーポリへ出航、昼の内に到着した。

### セヴァストーポリの戦い

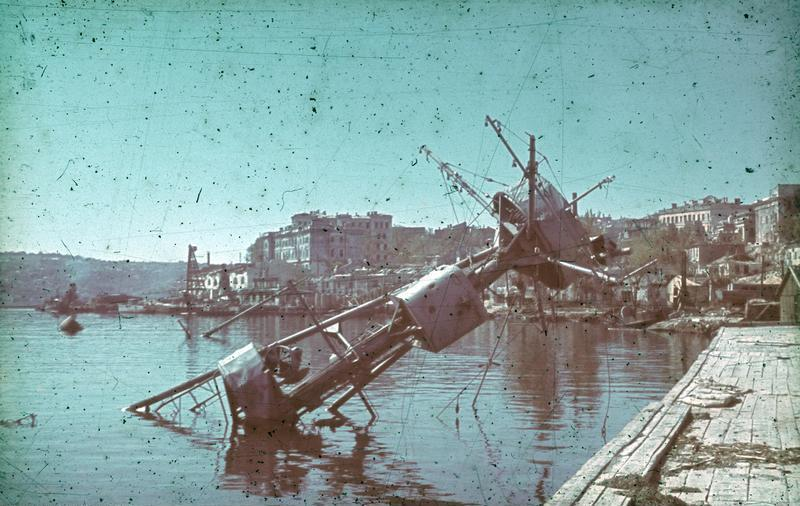
1942年に撮られた着底した本艦。

セヴァストーポリへの帰還後、チェルヴォーナ・ウクライーナはセヴァストーポリ防衛地区艦隊へ組み込まれ、セヴァストーポリの防衛戦に従事することになった。11月5日には、指揮官として新たにI・A・ザルーバ2等大佐が任官した。
11月8日、セヴァストーポリの艦隊で初めて敵の攻撃により火の手が上がった。11月9日と10日には合わせて7 回の艦砲射撃を行い、9日には48発、10日には100発の砲弾を使用した。
11月12日、セヴァストーポリ軍港に停泊していたチェルヴォーナ・ウクライーナは、ユージュナヤ・ブーフタ(南湾)のグラーフ埠頭においてドイツ空軍の集中爆撃を受けた。攻撃の第1波では、本艦めがけ爆撃機から28発の爆弾が投下された。11時、チェルヴォーナ・ウクライーナは2 発の爆弾を艦の中央部に受けた。12時24分には、さらに3 発の至近弾を受けた。チェルヴォーナ・ウクライーナの艦首は浸水により顕著に沈下を始めた。しかし艦は戦闘を続け、何とか航行に耐えた。このとき、すでに70 名の乗員が死亡していた。艦内は次第に浸水が激しくなっていったが、応急処置で艦の沈没を遅らせ、飛来するさらなる敵機も撃退した。
空襲は夕闇の訪れるまで続いた。チェルヴォーナ・ウクライーナは両舷にそれぞれ1箇所の大きな弾孔を穿たれ、艦内には3000 t近くの海水が流入していた。11月13日未明、艦の左舷方向への傾斜は限界の40度に達し、ザルーバ艦長は司令部の命令として総員退艦を命じた。午前4時、最後の艦載艇が巡洋艦から離れたとき、巡洋艦は転覆して艦首より海中へ没した。この日の空襲は激しいもので、チェルヴォーナ・ウクライーナの他に4 隻の駆逐艦と4 隻の輸送艦、そして潜水艦S-32とShch-214が失われた。
チェルヴォーナ・ウクライーナの乗員はセヴァストーポリ防衛部隊に組み入れられ、12月17日には艦から降ろされた13 cm主砲をもって4 つの砲兵部隊が編成された。チェルヴォーナ・ウクライーナは、終戦後に至るまでユージュナヤ・ブーフタの水底に横たわっていた。そして、これが大祖国戦争で失われた唯一のソ連巡洋艦となった。

### 戦後
1947年11月3日、海中にあったチェルヴォーナ・ウクライーナは引き揚げられた。損傷の度合いから、艦体は修繕の上、練習訓練用の施設として活用されることになった。1950年2月6日には、名称がSTZh-4(СТЖ-4エース・テー・ジェー・チトィーリェ)に改められた。
同年10月30日には艦種を標的艦に改められ、名称もTsL-53(ЦЛ-53ツェー・エール・ピヂスャート・トリー)に変更された。標的曳航艦としてしばらく使用されたのち、1952年5月10日にはコサー・バカヤ地区で海軍航空機の爆撃目標として着底させられた。これを以って、TsL-53はソ連海軍より完全に除籍された。

### その後
大祖国戦争におけるチェルヴォーナ・ウクライーナの働きはソ連国内で高く評価された。戦後、セヴァストーポリの黒海艦隊基地にあるグラーフ埠頭には、「ここに、敵と戦いながら、1941年11月12日巡洋艦『チェルヴォーナ・ウクライィーナ』沈む」と書かれた記念パネルが嵌め込まれている。このパネルはロシア語で記されているが、艦名はウクライナ語で書かれている。この他、基地にある海軍博物館にも同艦を記念する展示が設置されている。
チェルヴォナ・ウクライナの艦名は、のちにミサイル巡洋艦に受け継がれた。しかし、この艦はソ連の崩壊とウクライナの独立によって改称され、ヴァリャークと呼ばれるようになった。